# All or Nothing at All
All or Nothing at All ist ein Popsong, den Arthur Altman (Musik) und Jack Lawrence (Text) verfassten und 1939 veröffentlichten. Es war der erste große Hit des Sängers Frank Sinatra.

## Hintergrund

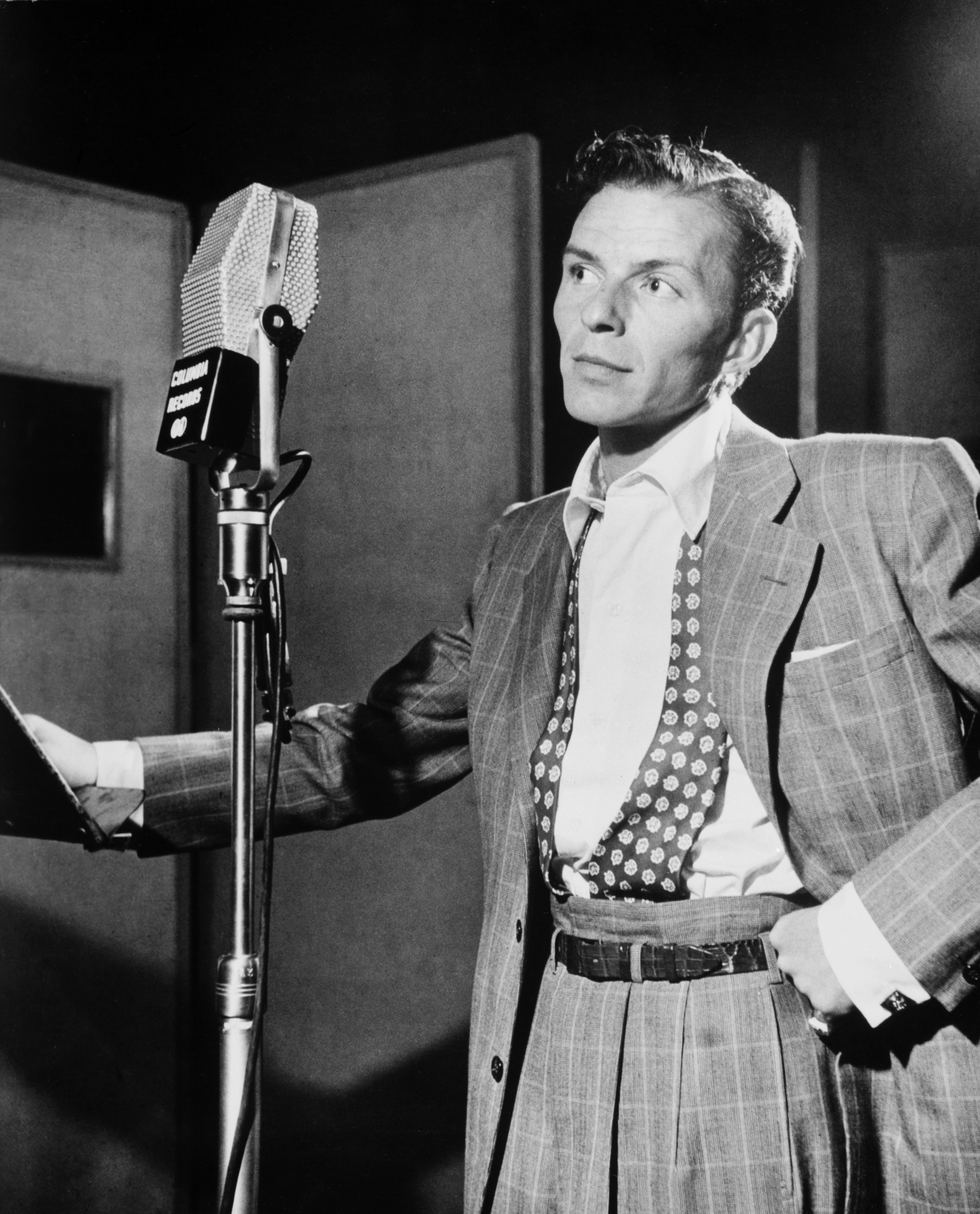
Frank Sinatra (1947)

Am populärsten wurde Frank Sinatras Aufnahme des Songs mit dem Harry James Orchestra vom August 1939, aufgenommen im Studio und auf der World’s Fair in Flushing, NY für das Radio.
Siegfried Schmidt-Joos schrieb zu Sinatras Aufnahme: In All or Nothing at All [...] zeigte er eine Sensibilität für Texturen, ein Gestaltungsgeschick und eine Feinfühligkeit für den Songtext, die für den späteren Sinatra-Stil typisch werden sollte. Als das am 31. August 1939 aufgenommene All Or Nothing At All ohne Erwähnung des Sängers auf dem Markt kam, schrieb die Jazz-Zeitschrift Down Beat, das Harry-James-Orchester sei wohl wirklich erst ganz am Anfang: The band has still a long way to go.
Nicht mehr als 8000 Exemplare der Schellackplatte wurden danach in den Vereinigten Staaten verkauft. Die Aufnahme wurde 1943 während des Recording ban von Columbia wiederveröffentlicht, diesmal unter der Bezeichnung Frank Sinatra, with Harry James. Am 10. Juli 1943 erreichte sie die Position eins der amerikanischen Charts.

## Weitere Coverversionen
Auch das Jimmy Dorsey Orchestra coverte 1939 den Song; in späteren Jahren nahmen ihn auch Billie Holiday (Verve 1956) und John Coltrane (Ballads, 1962) auf. Der Diskograf Tom Lord listet im Bereich des Jazz insgesamt 276 (Stand 2015) Coverversionen, unter denen die Interpretation von Chris Connor, Joey DeFrancesco, Freddie Hubbard (Open Sesame 1960), Diana Krall, Hank Jones & Frank Wess und Mark Turner hervorhebenswert sind. 2012 erhielt Randy Brecker für seine Interpretation von All or Nothing at All eine Grammy-Nominierung in der Kategorie Beste Solo-Jazzimprovisation.